# 5385 Kamenka
Kamenka (asteróide 5385) é um asteróide da cintura principal, a 2,3963407 UA. Possui uma excentricidade de 0,2372257 e um período orbital de 2 033,88 dias (5,57 anos).
Kamenka tem uma velocidade orbital média de 16,80414783 km/s e uma inclinação de 9,81699º.
Este asteróide foi descoberto em 3 de Outubro de 1975 por Lyudmila Chernykh.